# Louis Ier de Chalon-Tonnerre
Pour les articles homonymes, voir Louis de Chalon et Louis Ier.
Louis Ier de Chalon, dit le chevalier vert,,, né en 1339 et mort en 1398, est un comte de Tonnerre, issu de la maison de Chalon.

## Biographie

### Origines
Louis naît en 1339,. Il appartient à la tige des comtes d'Auxerre-Tonnerre et seigneurs de Rochefort de la maison de Chalon. Il est ainsi le fils cadet de Jean III de Chalon, comte d'Auxerre (1361-1371) et de Tonnerre (1361/62—1379), et de Marie Crespin du Bec,,.
Son frère aîné, Jean IV, hérite du comté d'Auxerre jusqu'à sa mort en 1370,,.
Deux des fils adultérins de son père, Henri († 1400) et Jean († 1412), servent son fils, Louis II.

### Participation à la guerre de Cent Ans
Pendant la guerre de Cent Ans, il combat contre les troupes navarraises, entre 1363 et 1364. Il est présent à la bataille de Cocherel, en mai 1364.
Il est fait prisonnier, quelques mois plus tard, lors de la bataille d'Auray,. Il est libéré contre rançon,. 
Après le traité de Guérande (1365), il accompagne de Bertrand du Guesclin, et une troupe de routiers, en direction de l'Espagne,. Ils obtiennent du pape l'absolution pour les Grandes compagnies ainsi qu'un versement. En 1367, il se bat à Navarrete (La Rioja), puis à Briviesca (Castille-et-León). La troupe est battue à Najera et Louis de Chalon est fait prisonnier. Aux mains des Anglais, à Bordeaux, il est à nouveau mis sous rançon. La somme ne sera définitivement payée qu'en 1385.

### Héritages
En 1366, il hérite de la part de son frère soit la propriété du château de Rochefort, les châteaux d'Arinthod, Boutavant (actuelle commune de Vescles) et Dramelay.
Dès qu'il apprend que son père, Jean III de Chalon-Auxerre, a vendu au roi de France le comté d'Auxerre, en 1371,, bien qu'il soit toujours en prison, il entreprend de conserver le reste du patrimoine, obtenant un arrêt d'interdit et et se fait déclarer curateur pour les biens que son père n'aurait pas encore vendu. Bien qu'en prison, il obtient le comté de Tonnerre, en 1372. Sa sœur, Marguerite, obtient l'administration du comté.
Ruiné, il rentre en 1376 en Tonnerrois. Il se proclame toutefois jusqu'à sa mort comte d'Auxerre et de Tonnerre.
En 1377, il doit toujours la somme de 6.000 pour sa rançon. Il se tourne alors vers la cité de Tonnerre pour l'aider. En octobre 1392, le duc de Bourgogne lui accorde une « souffrance d'hommage » pour le Tonnerois, en raison de son emprisonnement par les Anglais. 
Il intente un procès, qui dure jusqu'en 1404, contre le roi Charles V le Sage afin de récupérer le comté d'Auxerre. Ses enfants ne poursuivent pas la procédure et ses désistent moyennant finances.
Il gère ses biens, se montrant « généreux et conciliant ».

### Mort et succession
Louis de Chalon meurt en 1398,, des suites de la bataille de Nicopolis. La notice du Dictionnaire biographique, généalogique et historique de l'Yonne (1996) indique la mort en « 1398 (la bataille a lieu en 1396) ».
À sa mort, lui survit son épouse, Marie de Parthenay et sept enfants, quatre fils et trois filles.

## Famille
Louis de Chalon épouse en premières noces, en 1370/76, Marie de Parthenay († av. 1419), fille de Guillaume VII de Parthenay-Larchevêque et Jeanne de Mathefelon. Le couple se sépare. Il a plusieurs enfants,, probablement sept, :
- Guillaume (aîné ou second), hospitalier de Saint-Jean de Jérusalem[7], qualifié en 1405 de frère aîné du comte de Tonnerre, commandeur de la commanderie de Maubiz (AD21 B 6491), chevalier de Rhodes en 1412 (AD21, B 5538).
- Louis (v. 1380 † 1422/24) (aîné ou second), comte de Tonnerre (1396—1422), ∞ (1°, 1402) Marie de La Trémoille, fille de Gui VI de La Trémoille, comte de Guînes ;
  - (1) postérité.
  - de Jeanne de Perellos, Jean, bâtard de Chalon.
- Hugues († apr. 1418), apanagé des terres de Griselles, Channes, Cruzy-le-Châtel (après son frère), et Argenteuil[13], ∞ (1402) Catherine de l'Isle-Bouchard (remariée ensuite à Georges Ier de La Trémoille).
- Jean VI († 1415), seigneur de Ligny-le-Châtel et de Cruzy, mort à Azincourt[13] ;
- (?) Jean
L'article du Dictionnaire biographique, généalogique et historique de l'Yonne (1996) indique qu'il serait abbé de Baume-les-Messieurs (les-Moines) et qu'il aurait un fils bâtard, Jean, également abbé.
- Marie († av. 1419), dame de Laignes et de Griselles, dite sœur aînée (selon Petit), ∞ (1400) Guillaume d'Estouteville ;
- Jeanne II († 1451), dame de Valençay et de Ligny-le-Châtel, héritière de Tonnerre, ∞ (1400) Jean (II) de La Baume (fils du maréchal Jean de La Baume), seigneur de Montrevel ;
- Marguerite II († 1463), dame de St-Aignan et de Selles, ∞ (1409) Olivier de Husson.
  - d'où la suite des comtes de Tonnerre ;

Un second mariage est donné avec Jeanne de la Baume, sœur du maréchal Jean. Sans postérité,,.